# Список эпизодов телесериала «Школа „Чёрная дыра“»
Научно-фантастический телевизионный сериал «Школа „Чёрная дыра”» насчитывает 4 сезона. В первых трёх сезонах по 13 серий (эпизодов), а в четвёртом — 3 серии, объединённые в фильм под названием «Strange Days: Conclusions». Ниже приводится список эпизодов сериала.

## Первый сезон
| 1.1  | Червоточина (Wormhole) | 5 октября, 2002  |  |  |
| 1.1  | В ночь перед прибытием Джози в школу Блейка Холси учитель науки, профессор Мидлтон, загадочным образом исчезает в чёрной дыре, раскрывшейся прямо посреди пола в его кабинете. По прибытии в школу Джози вместе с Коррин также попадают в чёрную дыру и оказываются в лаборатории Пэрэдайн 4 октября 1987 года, в день взрыва. |                  |  |  |
|      | |                  |  |  |
| 1.2  | Невидимка (Invisible) | 12 октября, 2002 |  |  |
| 1.2  | Маршалл, чувствуя себя недооценённым, становится невидимым. Несмотря на то, что поначалу ему это кажется весёлым, впоследствии он этому не очень рад, так как обнаруживает, что просто исчезает на глазах. |                  |  |  |
|      | |                  |  |  |
| 1.3  | Магнит (Magnet) | 19 октября, 2002 |  |  |
| 1.3  | Вокруг Джози формируется магнитное поле, которое начинает притягивать металлические предметы. Сначала это кажется ей забавным, но затем явление выходит из-под контроля. |                  |  |  |
|      | |                  |  |  |
| 1.4  | Четверг (Thursday) | 16 ноября, 2002  |  |  |
| 1.4  | Коррин снова и снова проживает один и тот же день — самый ужасный день, по её мнению (как в фильме День сурка). Замкнутый круг разрывается лишь тогда, когда она находит в себе силы посмотреть на этот день с оптимистической точки зрения. |                  |  |  |
|      | |                  |  |  |
| 1.5  | Продолжительность жизни (Lifetime) | 23 ноября, 2002  |  |  |
| 1.5  | После того, как Лукаса укусила муха-однодневка, его генетический код видоизменился так, что процесс старения стремительно ускорился, как у этой мухи. |                  |  |  |
|      | |                  |  |  |
| 1.6  | Судьба (Fate) | 7 декабря, 2002  |  |  |
| 1.6  | Ван случайно изменяет настоящее, помешав встрече родителей, когда он вместе с Джози путешествует в 1977 год (как в фильме Назад в будущее). Когда Джози возвращается из прошлого, она обнаруживает, что больше не ученица школы Блейка Холси, Виктор Пирсон работает учителем науки, профессор Захари — на кухне в каком-то заведении, а Ван вообще не существует. Джози должна возродить отношения Виктора и Сары Линч, чтобы вернуть всё на прежние места. Во время путешествия Джози в прошлое, Виктор крадёт у неё китайский шарик. |                  |  |  |
|      | |                  |  |  |
| 1.7  | Выращивание (Culture) | 14 декабря, 2002 |  |  |
| 1.7  | Из слюны Джози, содержавшейся в её жевательной резинке, появляется клон её самой. Клон Джози уходит сквозь чёрную дыру в параллельную реальность, но снова возвращается позже, обладая обширными знаниями о пространственной воронке, Уборщике и часах Джози, которые могут останавливать время. |                  |  |  |
|      | |                  |  |  |
| 1.8  | Радио (Radio) | 4 января, 2003   |  |  |
| 1.8  | Лукас находит радиоприёмник, который принимает сигналы из будущего. Как выясняется, этот радиоприёмник принадлежал лаборатории Пэрэдайн. Радио перехватывает сообщение, предупреждающее об исчезновении школы в результате воздействия на неё ультразвука (во время демонстрации, устроенной Виктором) и последующем выкупе школы правительством. В результате учеников и преподавателей школы эвакуируют, стараясь не привлекать внимание прессы.                                                                                      |                  |  |  |
|      | |                  |  |  |
| 1.9  | Гроза (Storm) | 11 января, 2003  |  |  |
| 1.9  | Эмоции Вана проявляются в виде грозы над его головой. Это прекращается лишь тогда, когда Ван рассказывает о том, что его мучит. |                  |  |  |
|      | |                  |  |  |
| 1.10 | Кто? (Who?) | 18 января, 2003  |  |  |
| 1.10 | Профессора Захари едва не засасывает в чёрную дыру, во время чего он теряет большую часть своей памяти. Научный Клуб должен вернуть ему память до педсовета, происходящего раз в полгода, ведь если профессор его завалит — его уволят. Когда Джози, Лукас, Маршалл и Ван пытаются помочь Захари, их ловят, так как ученикам не разрешается присутствовать на педсовете. |                  |  |  |
|      | |                  |  |  |
| 1.11 | Потерявшиеся (Lost) | 25 января, 2003  |  |  |
| 1.11 | Джози и Ван пытаются отыскать здание лаборатории Пэрэдайн и теряют дорогу в лесу. |                  |  |  |
|      | |                  |  |  |
| 1.12 | Робот (Robot) | 8 февраля, 2003  |  |  |
| 1.12 | Джози удивляет всех, завершив свой проект по созданию робота. Однако когда она использует микросхемы лаборатории Пэрэдайн, робот приобретает черты личности Джози и ведёт себя хаотически. |                  |  |  |
|      | |                  |  |  |
| 1.13 | Уменьшение (Shrink) | 1 марта, 2003    |  |  |
| 1.13 | Джози жалуется на свой небольшой рост, но потом уменьшается до ещё более мелких размеров. Она мешает Виктору продать лабораторию Пэрэдайн и узнаёт о странной операции, проводимой в школе под прикрытием «первой обязательной вечеринки пиццы и кино». Ученики отвлекают внимание директрисы, чтобы избежать принудительного посещения мероприятия и узнать, что же задумал Виктор. |                  |  |  |

## Второй сезон
| 2.1  | Червоточина 2 (Wormhole 2) | 13 сентября, 2003 |  |  |
| 2.1  | Джози попадает в воронку и оказывается на три часа назад в прошлом. Если она не войдёт в воронку вовремя, то навсегда застрянет в параллельном измерении. Тем временем мама Джози думает, стоит ли ей сотрудничать с Виктором. |                   |  |  |
|      | |                   |  |  |
| 2.2  | Феромоны (Pheromones) | 20 сентября, 2003 |  |  |
| 2.2  | Когда Мэдисон выдвигает свою кандидатуру на пост президента ученического совета, Джози тоже подаёт заявку с единственной целью победить её. Джози обещает изменить систему оценок в школе, в то время как Мэдисон использует феромоны, чтобы захватить всех под свой контроль. |                   |  |  |
|      | |                   |  |  |
| 2.3  | Простуда (Cold) | 27 сентября, 2003 |  |  |
| 2.3  | Маршалл расхаживает по школе с простудой, и его болезнь через беспроводную компьютерную сеть распространяется на всю школу, проявляя все симптомы — озноб, жар и чихание. Люди, получив от него назад свои компьютеры, требуют вернуть им деньги, так как непонятная слизь в системных блоках выводит из строя систему. |                   |  |  |
|      | |                   |  |  |
| 2.4  | Геном (Genome) | 4 октября, 2003   |  |  |
| 2.4  | Проект по исследованию ДНК идёт неверно, когда ДНК Лукаса видоизменяется, и из «книжного червя» он становится абсолютно бесстрашным, правда, не контролирующим себя человеком. Друзья должны спасти Лукаса от Кубиака, который собирается с ним драться. |                   |  |  |
|      | |                   |  |  |
| 2.5  | Мозговые волны (Brainwaves) | 11 октября, 2003  |  |  |
| 2.5  | Когда Лукас решает измерить мозговую активность Вана с помощью своего прибора, они меняются местами. |                   |  |  |
|      | |                   |  |  |
| 2.6  | Химия (Chemistry) | 18 октября, 2003  |  |  |
| 2.6  | Старший брат Маршалла, Грант Уилер, приезжает в город устраиваться на работу в Пэрэдайн. В это время в кабинете физики что-то происходит с моделями молекул, и Маршалл превращается в гелий, затем в кислород, неон и, наконец, в хлор, в то время как Грант становится натрием. В конце концов, братья встречаются и возвращаются в прежнее состояние, простив друг друга и образовав хлорид натрия (поваренную соль). |                   |  |  |
|      | |                   |  |  |
| 2.7  | Экосистема (Ecosystem) | 6 декабря, 2003   |  |  |
| 2.7  | Когда Джози тайно берёт у Коррин CD с музыкой, чтобы сделать той сюрприз на день рождения, начинают ходить слухи, что Джози — клептоманка. Однако эти слухи также находятся в связи с губками, воспроизводящимися с ненормально высокой скоростью. |                   |  |  |
|      | |                   |  |  |
| 2.8  | Технология (Technology) | 13 декабря, 2003  |  |  |
| 2.8  | Маршалл находит в подвале лаборатории Пэрэдайн старые SIM-карты и изобретает самодельный мобильный телефон. Микрочипы содержат мощную технологию шифрования, о чём Маршалл рассказывает Тайлеру. Впоследствии Тайлер вынуждает Маршалла помочь ему списать на контрольной, пообещав, что поможет тому с продажей его телефонов. Используя технологию шифрования, Тайлер посылает Маршаллу эмотикон (:-X), в результате чего речь Маршалла превращается в бессмысленное непонятное бормотание. В то время как Дёрст обвиняет Маршалла в списывании, друзья должны помочь ему снова говорить нормально, чтобы он мог сказать что-нибудь в свою защиту. |                   |  |  |
|      | |                   |  |  |
| 2.9  | Уравнение (Equation) | 3 января, 2004    |  |  |
| 2.9  | Готовясь к научной олимпиаде, Коррин критикует Научный Клуб за неправильно решённые уравнения. Позже она изменяет формулы, записанные на доске, и члены Научного Клуба становятся ходячими примерами своих уравнений. Ван приобретает бесконечный импульс, из-за чего не может остановить движение, уравнение яркости Лукаса стало причиной его свечения как светлячка, Джози теряет силу тяжести, а Маршалл испаряется. |                   |  |  |
|      | |                   |  |  |
| 2.10 | Полушария (Hemispheres) | 10 января, 2004   |  |  |
| 2.10 | Когда Коррин решает пойти на прослушивание в группу Маршалла «Магнит 360», она смотрит в старинное зеркало и случайно проходит сквозь него, оказываясь в зазеркалье. Там всё наоборот, и даже её друзья (например, Ван, спортсмен в «нормальном» мире, в зазеркалье — «книжный червь»). Всё приходится делать наоборот, скажем, если в обычном мире надо пойти налево, то тут – направо. |                   |  |  |
|      | |                   |  |  |
| 2.11 | Питание (Nutrition) | 17 января, 2004   |  |  |
| 2.11 | Ученики употребляют энергетические батончики в большом количестве, особенно Лукас и Ван, и даже не желают от них отказываться. Друзья пытаются спасти их, когда узнают, что батончики не содержат ни одной калории и поэтому опасно ослабляют организм. |                   |  |  |
|      | |                   |  |  |
| 2.12 | Эхолокация (Echolocation) | 24 января, 2004   |  |  |
| 2.12 | Когда слух Джози становится сверхчувствительным, она подслушивает в подземной лаборатории разговор Виктора о проводимых экспериментах, и вместе с Ваном они пытаются узнать, что же задумал его отец. |                   |  |  |
|      | |                   |  |  |
| 2.13 | Секундомер (Stopwatch) | 31 января, 2004   |  |  |
| 2.13 | Часы Джози приобретают способность останавливать время. Она забирает назад китайский шарик у Виктора, который он украл у неё в 1977 году, но часы ломаются. Лукас узнаёт, что эти часы вовсе не останавливают время, а просто очень сильно замедляют его ход. Ребятам всё же удаётся вернуть Джози в нормальное время. Однако её клон снова останавливает время и возвращает летающий шарик Виктору. |                   |  |  |

## Третий сезон
| 3.1  | Перемещение (Transference) | 4 сентября, 2004  |  |  |
| 3.1  | После ссоры Джози с Ваном её интеллект начинает перемещаться в голову Вана всё быстрее с каждой минутой до такой степени, что Джози находится на грани обморока, а Ван изобретает реактор холодного синтеза для своего отца. |                   |  |  |
|      | |                   |  |  |
| 3.2  | Бессонница (Nocturnal) | 11 сентября, 2004 |  |  |
| 3.2  | Джози, желая доказать всем, что ей не нужно спать, вызывается всю ночь следить за проектом с мышью. Конечно, она засыпает и начинает видеть сны наяву о Викторе Пирсоне, а затем переходит… на круглосуточный режим бодрствования. Позже она понимает, что это были вовсе не сны, а воспоминания Вана. |                   |  |  |
|      | |                   |  |  |
| 3.3  | Приманка (Allure) | 25 сентября, 2004 |  |  |
| 3.3  | Потребность Коррин планировать каждый момент своей жизни расстраивает Маршалла, который хотел бы проводить с ней время не «по расписанию». Перед тем как они успевают поговорить об этом, Венерина мухоловка Коррин превращается в человека. Она, «Дайана», привлекает к себе всех мальчиков в школе, оставляя у них на руках странные метки. На двери комнаты Дайаны Коррин находит записку от Маршалла, который приглашает её в кино. Коррин должна остановить Дайану до того, как она съест Маршалла живьём. |                   |  |  |
|      | |                   |  |  |
| 3.4  | Тессеракт (Tesseract) | 2 октября, 2004   |  |  |
| 3.4  | В то время как друзья Лукаса уезжают на выходные, он остаётся в школе, чтобы шпионить за Виктором. Вместо этого в кабинете профессора Захари он находит пульт управления тессерактом. После того, как Лукас нажимает на нём какую-то кнопку, школа начинает складываться как математический тессеракт. Лукас также узнаёт, что случилось с профессором Мидлтоном и кое-что о Пирсонах. |                   |  |  |
|      | |                   |  |  |
| 3.5  | Маскировка (Camouflage) | 9 октября, 2004   |  |  |
| 3.5  | Во время благотворительной акции по мойке машин Тайлер Джессоп обнаруживает в себе странную способность становиться хамелеоном. Он использует Научный Клуб, превращаясь в них самих и подслушивая их разговоры о пространственной воронке. |                   |  |  |
|      | |                   |  |  |
| 3.6  | Нанотехнология (Nanotechnology) | 30 октября, 2004  |  |  |
| 3.6  | Джози случайно проглатывает микроскопическую видеокамеру, которую хочет использовать, чтобы шпионить за Тайлером. Но микроскопические части устройства возвращают свои нормальные размеры, когда батарейка садится. Поэтому Научный Клуб должен спасти Джози до того, как камера увеличится у неё внутри. |                   |  |  |
|      | |                   |  |  |
| 3.7  | Зрение (Vision) | 4 декабря, 2004   |  |  |
| 3.7  | Устав проигрывать в карточную игру «Червы», Лукас модифицирует свои очки так, что они позволяют ему видеть предметы насквозь, как рентген. Но у очков также есть и побочный эффект — Лукас начинает слепнуть и, не желая, чтобы Ван узнал о его проблеме, Лукас оказывается в ловушке в доме Пирсонов. |                   |  |  |
|      | |                   |  |  |
| 3.8  | Голограмма (Hologram) | 11 декабря, 2004  |  |  |
| 3.8  | Мать Вана посылает ему и Джози сообщение через пространственную воронку. Эту капсулу не может открыть никто из ребят, за исключением самих Джози и Вана. Сообщение — голограмма Сары Линч, которая просит Вана принести кулон. Джози сомневается насчёт того, на самом ли деле это мать Вана послала голограмму. Тем временем Ван должен достать медальон у отца в течение 25 минут до того, как капсула улетит назад.                                                                                          |                   |  |  |
|      | |                   |  |  |
| 3.9  | Вероятность (Probability) | 8 января, 2005    |  |  |
| 3.9  | Маршалл, желая легко отделаться от общественного задания, пишет гороскоп-предсказание в школьную газету. Но колоколообразная кривая вероятности переворачивается, и невероятные предсказания Маршалла начинают сбываться. У Коррин просто ужасный день, Джози узнаёт, что поедет с мамой в путешествие по Европе, папа Лукаса выигрывает 5000 долларов и т. д. В результате, опечатка во фразе «член Научного Клуба умрёт» (вместо «сядет на диету») приводит к серии странных несчастных случаев.              |                   |  |  |
|      | |                   |  |  |
| 3.10 | Хиральность (Chirality) | 15 января, 2005   |  |  |
| 3.10 | Джози прогуливает урок профессора Захари о хиральности, который в этот раз ведёт директриса Дёрст. Но во время эксперимента что-то происходит с некоторыми пробирками, и мисс Дёрст, пытаясь перевести карбон в его левую форму, меняется характером с профессором Захари. Джози и Ван также обнаруживают, что они, пожалуй, единственные люди на Земле, у которых спираль ДНК закручивается не вправо, а влево.                                                                                                |                   |  |  |
|      | |                   |  |  |
| 3.11 | Трение (Friction) | 22 февраля, 2005  |  |  |
| 3.11 | Коррин и Ван ссорятся, Ван дотрагивается до руки Коррин и… приклеивается. Ребят не могут отцепить друг от друга, и Джози с Маршаллом начинают беспокоиться. Тем временем Ван обнаруживает запись с камер наблюдения лаборатории Пэрэдайн, где ясно видно, что Коррин разговаривает с Сарой Линч. Позже Ван и Коррин проникают в Пэрэдайн, но Виктор их обнаруживает. |                   |  |  |
|      | |                   |  |  |
| 3.12 | Прошлое (Past) | 19 марта, 2005    |  |  |
| 3.12 | Когда ребята обнаруживают, что датчик гравитации, сделанный Лукасом, активен, они решают, что чёрная дыра открылась. Джози беспокоится, что Ван мог войти в воронку, ни с кем не посоветовавшись, чтобы встретиться со своей матерью. Джози сама прыгает в воронку и оказывается в 1879 году. Школа Блейка Холси только что построена, а Вана нигде нет. |                   |  |  |
|      | |                   |  |  |
| 3.13 | Расследование (Inquiry) | 26 марта, 2005    |  |  |
| 3.13 | Ван оказывается в 1977 году. Джози, оказавшись в этом же году, непоправимо изменяет будущее, снова забрав китайский шарик у Виктора. Вернувшись в своё время, она обнаруживает, что школа Блейка Холси больше не существует. |                   |  |  |

## Четвёртый сезон
| 4.1 | Итоги, часть 1 (Conclusions, Part 1) | 28 января, 2006, Discovery Kids |  |  |
| 4.1 | Прошёл год с тех пор, как Джози украла летающий шарик у Виктора, она всё ещё находится в ловушке в параллельном пространстве. Виктор разорён, и человек по имени Авенир, возглавляющий школу, объявляет о её закрытии. Клон Джози думает, что она сможет заменить настоящую Джози на Земле, но потом понимает, что ей это не удастся, так как Джози — единственная, у кого есть кулон Сары, необходимый, чтобы открыть другое её послание. |                                 |  |  |
|     | |                                 |  |  |
| 4.2 | Итоги, часть 2 (Conclusions, Part 2) | 28 января, 2006, Discovery Kids |  |  |
| 4.2 | Клон Джози понимает, что не может заменить настоящую Джози на Земле, поэтому решает заменить её в параллельной реальности. Она переносится в параллельную реальность к Джози и возвращает её назад, заперев себя в этом пространстве навсегда. |                                 |  |  |
|     | |                                 |  |  |
| 4.3 | Итоги, часть 3 (Conclusions, Part 3) | 28 января, 2006, Discovery Kids |  |  |
| 4.3 | Джози возвращается и узнаёт, что Авенир её отец из будущего. Авенир путешествовал в две разные параллельные вселенные, пытаясь завоевать одну из них. В этот раз, однако, Джози мешает его планам и возвращает маму Вана назад. |                                 |  |  |